# Rückmelden
Rückmelden ist eine der vier Zugmeldungen im Zugmeldeverfahren. Die Rückmeldung wird benutzt, um die vollständige Räumung des im Zugmeldeverfahren betriebenen Abschnitts nach einer durchgeführten Räumungsprüfung zu übermitteln.

## Anwendung

### Räumungsprüfung
Die Rückmeldung im Zugmeldeverfahren dient der Sicherung des Bahnbetriebs. Mit der Rückmeldung wird die Räumungsprüfung durch die meldende Stelle als vollzogen bestätigt, die die Rückmeldung empfangende Stelle weiß nun, dass der Abschnitt wieder frei ist, und darf einen weiteren Zug folgen lassen.
Die Räumungsprüfung beinhaltet:
- Der Zug hat den Streckenabschnitt und den Gefahrpunktabstand (Signalzugschlussstelle) mit allen Fahrzeugen verlassen.
- Der Zug hat mindestens ein Zeichen des Zugschlusssignals.
- Das den Zug deckende Signal bzw. der Melder der virtuellen Blockstelle zeigt Halt und ein Ersatzsignal (Zs 1 bzw. Zs 8) oder Vorsichtsignal (Zs 7) ist erloschen. Wenn die Signale nicht durch Hinsehen vom Bediener geprüft werden können, darf er sichere Meldeanzeigen verwenden. Selbststellbetrieb oder Zuglenkung mit Lenkplan dürfen nicht eingeschaltet und Fahrstraßen nicht eingespeichert sein.

### Einsatzgebiet
Im Zugmeldeverfahren ist Rückmelden im Gegensatz zum Anbieten/Annehmen sowohl auf eingleisigen als auch mehrgleisigen Strecken vorgeschrieben.
Es kommt nur zum Einsatz, wenn es keinen Streckenblock gibt oder dieser gestört ist.

### Wortlaut
Der Wortlaut bei der Deutschen Bahn AG lautet: „Zug ... (Zugnummer) in ... (Name der Räumungsprüfstelle) “, zum Beispiel: „Zug 4711 in A-Dorf“.